# Sport de echipă
Un sport de echipă este un sport care este practicat între două echipe opozante, unde jucătorii participă împreună pentru a atinge țelul sportului. Sporturile de echipă pot fi distinse de sporturile individuale, precum artele marțiale, atletismul, boxul sau tenisul, care sunt bazate exclusiv pe merit individual. Exemple de sporturi de echipă includ:
- Baschet
- Baseball
- Crichet
- Handbal
- Hochei pe gheață
- Fotbal
- Polo pe apă
- Rugby
- Volei
- Futsal
- Oină